# Johnny de Brest
Olaf Enkrodt (* 1963 in Nordhorn) ist ein deutscher Künstler, der unter dem Künstlernamen Johnny de Brest auftritt.

## Leben
Johnny de Brest wuchs in Niedersachsen und Lütjensee/Ahrensburg in der Umgebung von Hamburg auf. Er arbeitete zunächst einige Jahre in der Druckindustrie. Zeitweilig lebte und arbeitete er im westfälischen Münster. Mit 27 Jahren, kurz nach dem Mauerfall, zog er nach Berlin.
Bereits in den 1980er Jahren begann de Brest auf Partys, Reisen und Konzerten zu fotografieren, inszenierte modische Porträts und stellte die Ergebnisse unter seinem bürgerlichen Namen aus. Seit etwa 1995/1996 laufen seine künstlerischen Aktivitäten unter dem Namen Johnny de Brest.

## Arbeiten

### Fotoroman Vladracul
In den Jahren 1991/1992 begann Johnny de Brest mit der Arbeit an dem bisher in Deutschland noch nicht gezeigten Fotoroman Vladracul, der sich an Bram Stokers Dracula anlehnt. Die Dreharbeiten zu Vladracul dauerten bis ins Jahr 1996.
Die Idee zu Vladracul entwickelte sich im Sommer 1991. Ursprünglich unter dem Arbeitstitel Nosferatu entstand bis zum Herbst/Winter 1992 ein erstes Drehbuch, das noch 15 Kapitel umfasste. Eine mehrfach überarbeitete Version 1994, 1995, 1996 und 2002 reduzierte die Anzahl der Kapitel auf 12.
Der Hauptschauplatz des Fotoromans ist Berlin. Vladracul zeigt Fotoaufnahmen aus Auschwitz und Birkenau. Johnny de Brest nahm zusammen mit diesen Bildern über einen Zeitraum von fünf Jahren insgesamt 15.000 Fotos in Berlin und Umgebung, Güstrow, Krakau auf.
Das Fotokunstwerk wurde im Ausland ausgestellt. The Washington Diplomat schrieb dazu: „The photo novella is an intriguing and unique exhibit that shocks, disturbs and arouses the viewers interest“ („Der Fotoroman ist eine faszinierende und einzigartige Ausstellung, die schockt, beunruhigt und die Aufmerksamkeit des Betrachters erregt“). In Deutschland reagierte die Presse zum Teil mit Lob, so schrieb Heinrich Wefing in der Frankfurter Allgemeinen Zeitung: „Vladracul… blutig, bizarr und schön. Vor allem versteht es der Fotograf brillant, Berlin zum Hauptakteur seiner Inszenierung zu machen… Sein Berlin ist ein gefährlicher und erregender Ort…“
The Washington City Paper bemerkte: „Some of the man-monster creatures recall the films of Matthew Barney, and the lurid local-color details—Mina Harker gets gang-raped at Marlene Dietrich’s grave—suggest a concept album that David Bowie never got around to making during his Berlin phase. (A soundtrack of late-’70s Bowie, Iggy, and Eno would be apt.).“

### Foto-Fix-World
Der Tod Kurt Cobains im Jahr 1994 motivierte Johnny de Brest zu seiner Arbeit Foto-Fix-World, Aufnahmen aus Passbildautomaten, deren zentrales Thema Stars und Medienbilder sind. Die Welt nannte ihn „ein Chamäleon vor der Kamera“ und stellte fest: „Hinter den Automaten-Vorhang sind schon andere gestiegen. Andy Warhol etwa...“

## Ausstellungen (Auswahl)
- Martin-Gropius-Bau, Berlin: Einigkeit, Recht und Freiheit
- Goethe-Institut, Los Angeles: The Foto-Fix-World of Johnny de Brest
- Spiral Gallery, Los Angeles: Vladracul
- Volkswagen Fotogalerie, Hongkong: The Foto-Fix-World of Johnny de Brest
- Volkswagen Fotogalerie, Fringe Club Hongkong:  What it feels like for a Star - The Hollywood Diary
- Goethe-Institut, Hongkong: Vladracul
- Goethe-Institut, Washington, D.C.: Vladracul